# كول جارنر
كول جارنر (بالإنجليزية: Cole Garner)‏ هو لاعب كرة قاعدة أمريكي، ولد في 15 ديسمبر 1984 في لونغ بيتش في الولايات المتحدة.

## وصلات خارجية
- كول جارنر على موقعبيزبول رفرنس.كوم (الدوري الرئيسي) (الإنجليزية)
- كول جارنر على موقعبيزبول رفرنس.كوم (الدوري الثانوي) (الإنجليزية)